# Valleien van de Dijle, Laan en IJse met aangrenzende bos- en moerasgebieden
Valleien van de Dijle, Laan en IJse met aangrenzende bos- en moerasgebieden is een Natura 2000-gebied (habitatrichtlijngebied BE2400011) in Vlaanderen. Het gebied overlapt met vogelrichtlijngebied 'Dijlevallei' (BE2422315). Het  gebied ligt in Vlaams-Brabant langs de oevers van de Dijle, Laan en IJse. Het Natura 2000-gebied beslaat 4661 hectare verspreid over verschillende natuurgebieden. 
In het gebied komen twaalf Europees beschermde habitattypes voor: droge heide, eiken-beukenbossen met wilde hyacint en parelgras-beukenbossen, eiken-beukenbossen op zure bodems, essen-eikenbossen zonder wilde hyacint, glanshaver- en grote vossenstaartgraslanden, heischrale graslanden en soortenrijke graslanden van zure bodems, kalkmoeras, kalktufbronnen met tufsteenformatie, valleibossen, elzenbroekbossen en zachthoutooibossen, voedselarme tot matig voedselarme verlandingsvegetaties, voedselrijke, gebufferde wateren met rijke waterplantvegetatie, voedselrijke, soortenrijke ruigtes langs waterlopen en boszomen.
Er komen tweeëntwintig Europees beschermde soorten voor in het gebied: bever, bittervoorn, blauwborst, bosvleermuis, franjestaart, gewone grootoorvleermuis, grijze grootoorvleermuis, grote zilverreiger, ijsvogel, kamsalamander, kleine zwaan, laatvlieger, porseleinhoen, rivierdonderpad, roerdomp, rosse vleermuis, Spaanse vlag, vliegend hert, vroedmeesterpad, watervleermuis, wespendief, zeggenkorfslak, zwarte specht.
Gebieden die deel uitmaken van het Natura 2000-gebied zijn onder andere: Bertembos, Koeheide, Grootbroek, Weiberg, Eikenbos, Hogenbos, Moorselbos, Margijsbos,  Meerdaalwoud, Heverleebos en Egenhovenbos (Meerdaalbos, Heverleebos, Egenhovenbos), Doode Bemde, Rondebos, Rodebos, Grevensbos,... Vele van deze gebieden maken sinds 2023 deel uit van het Nationaal Park Brabantse Wouden.
De Dijlevallei van Ottenburg tot Oud-Heverlee is door BirdLife International aangewezen als Important Bird Area vanwege het belang voor de bescherming van onder andere de blauwborst. Een groot deel van dit gebied bestaat uit het natuurgebied Doode Bemde.

## Afbeeldingen

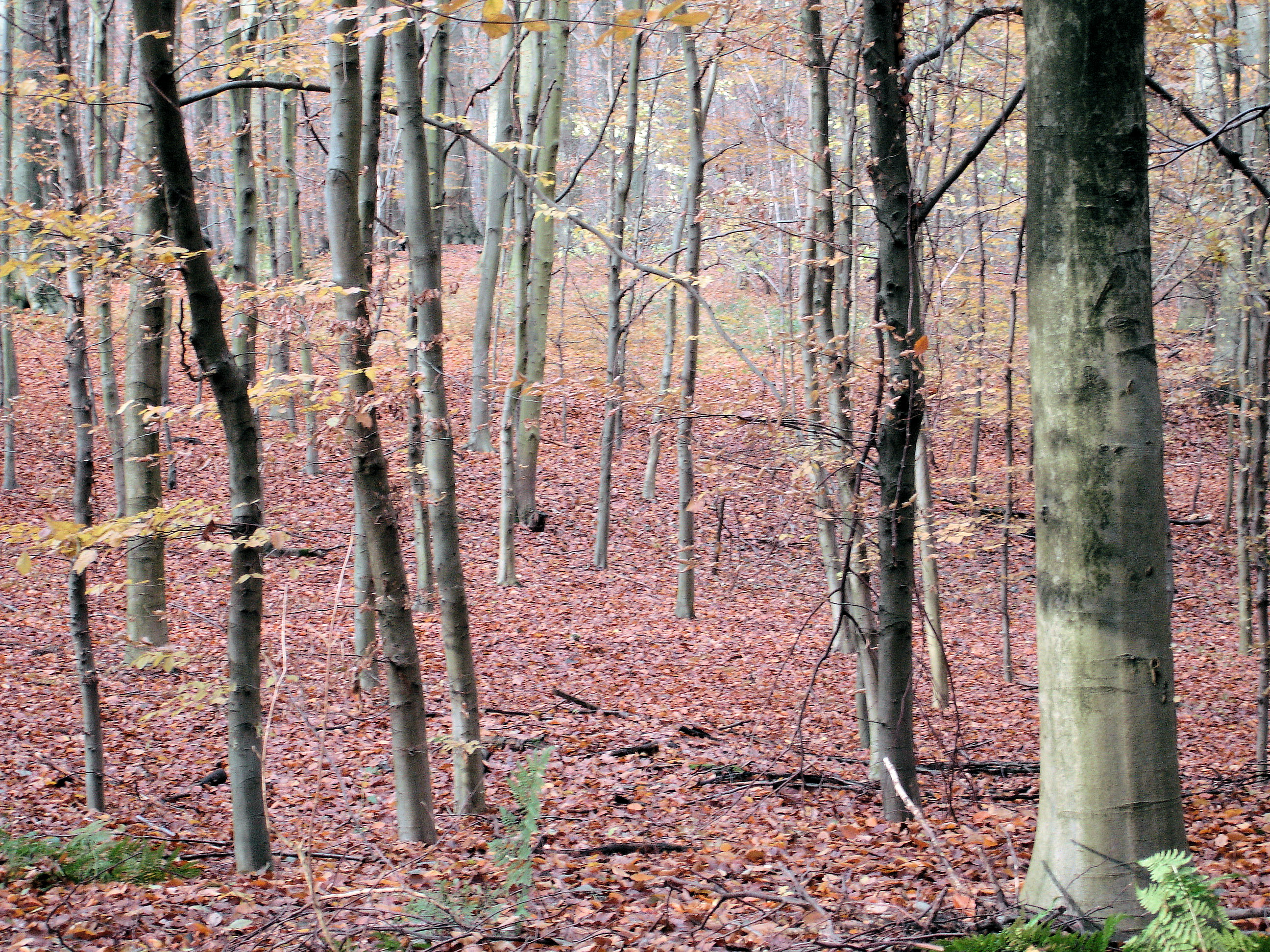
Meerdaalbos
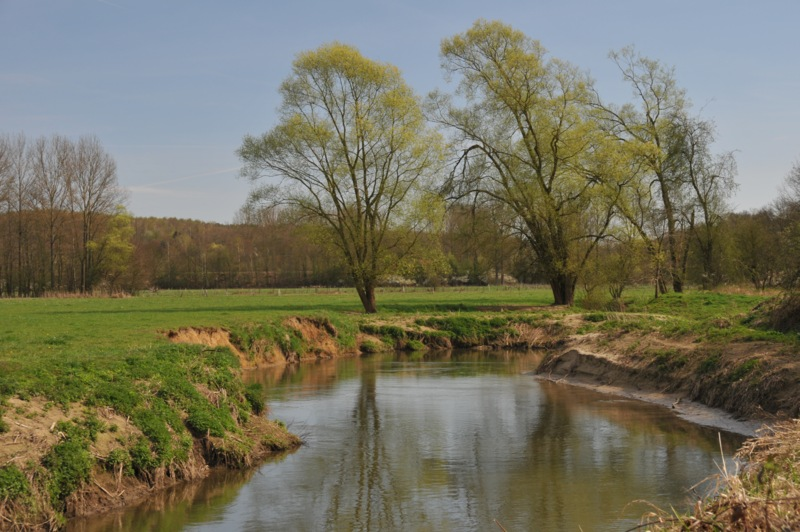
Doode Bemde
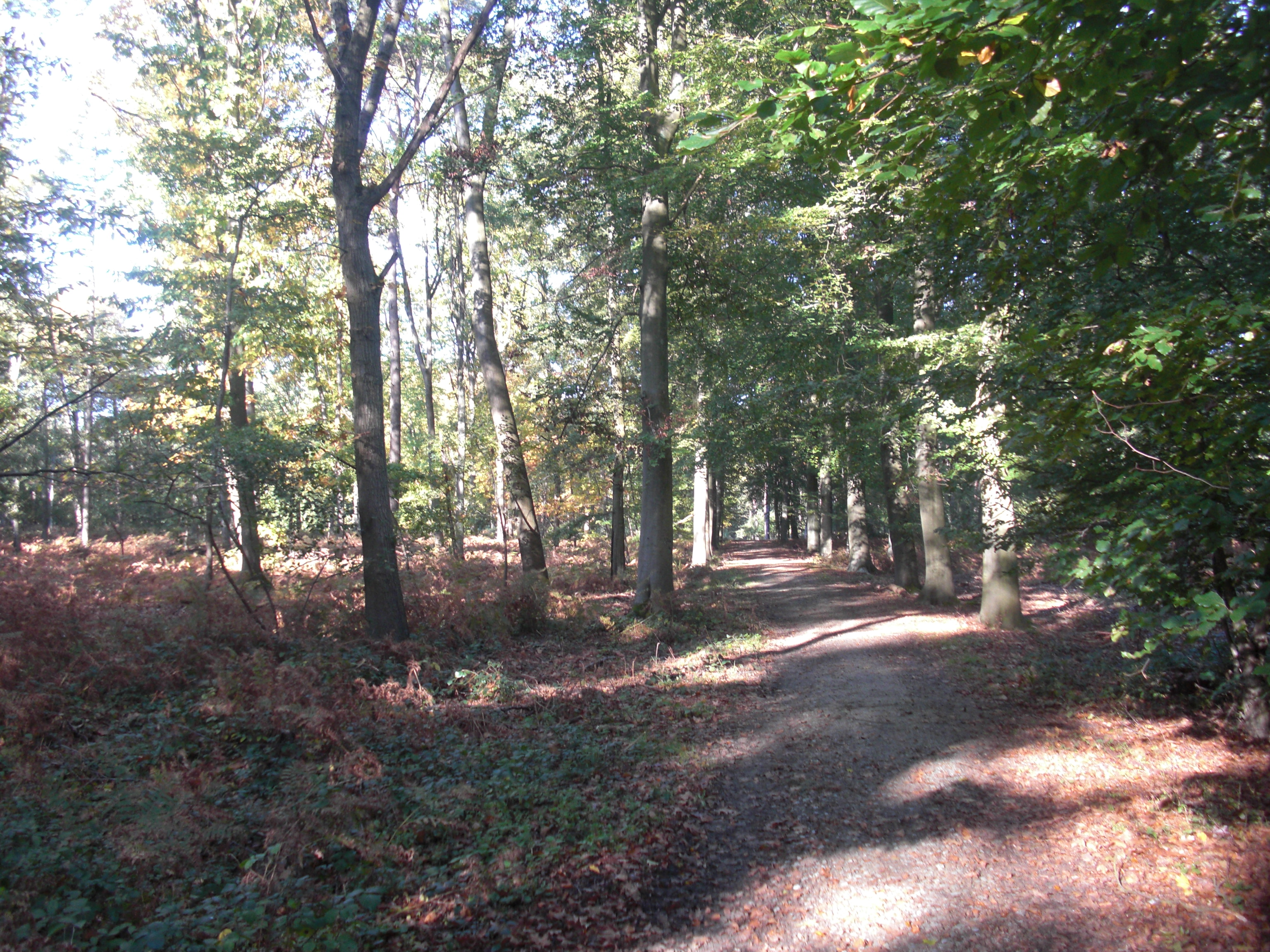
Rodebos
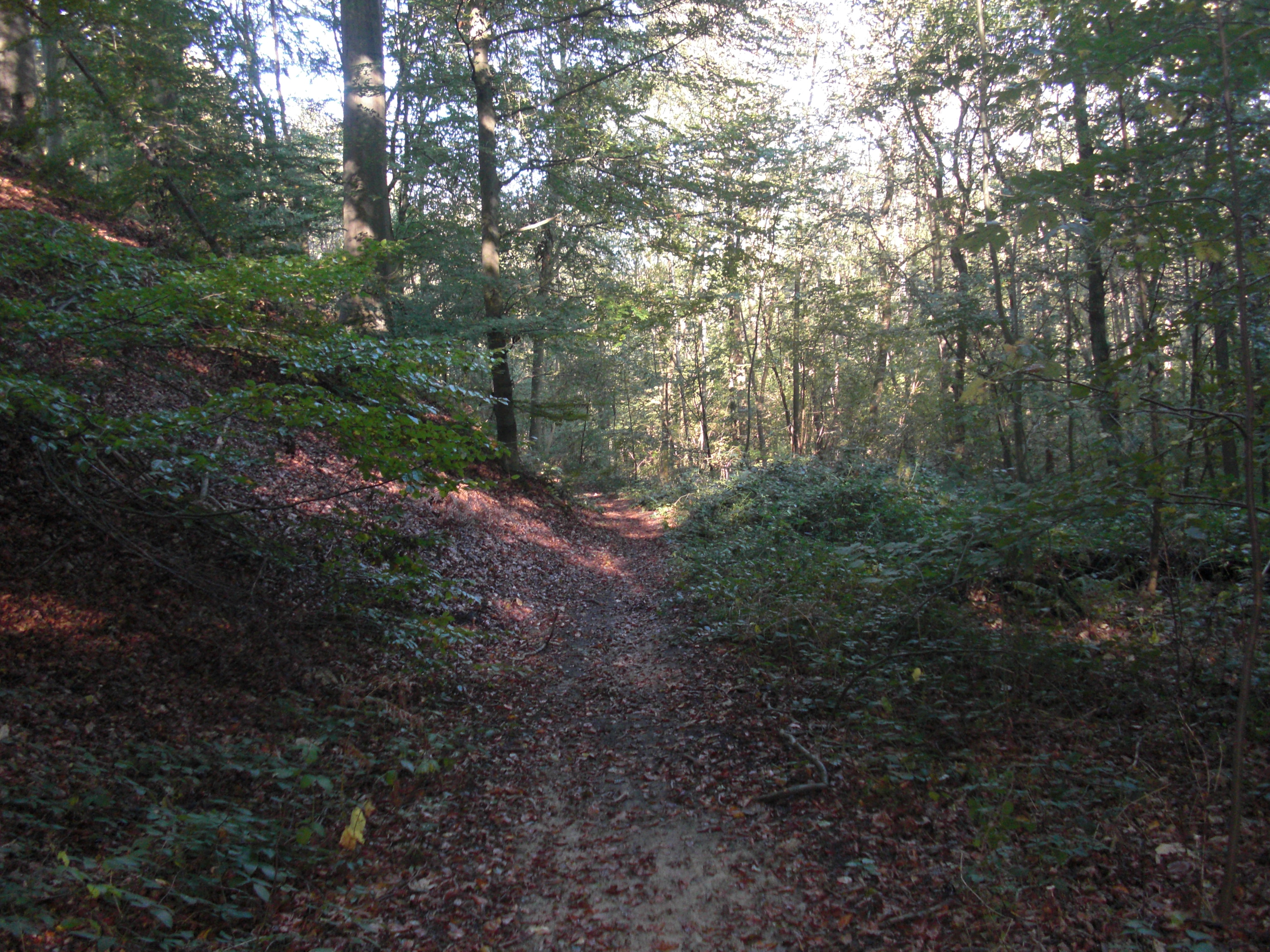
Rodebos
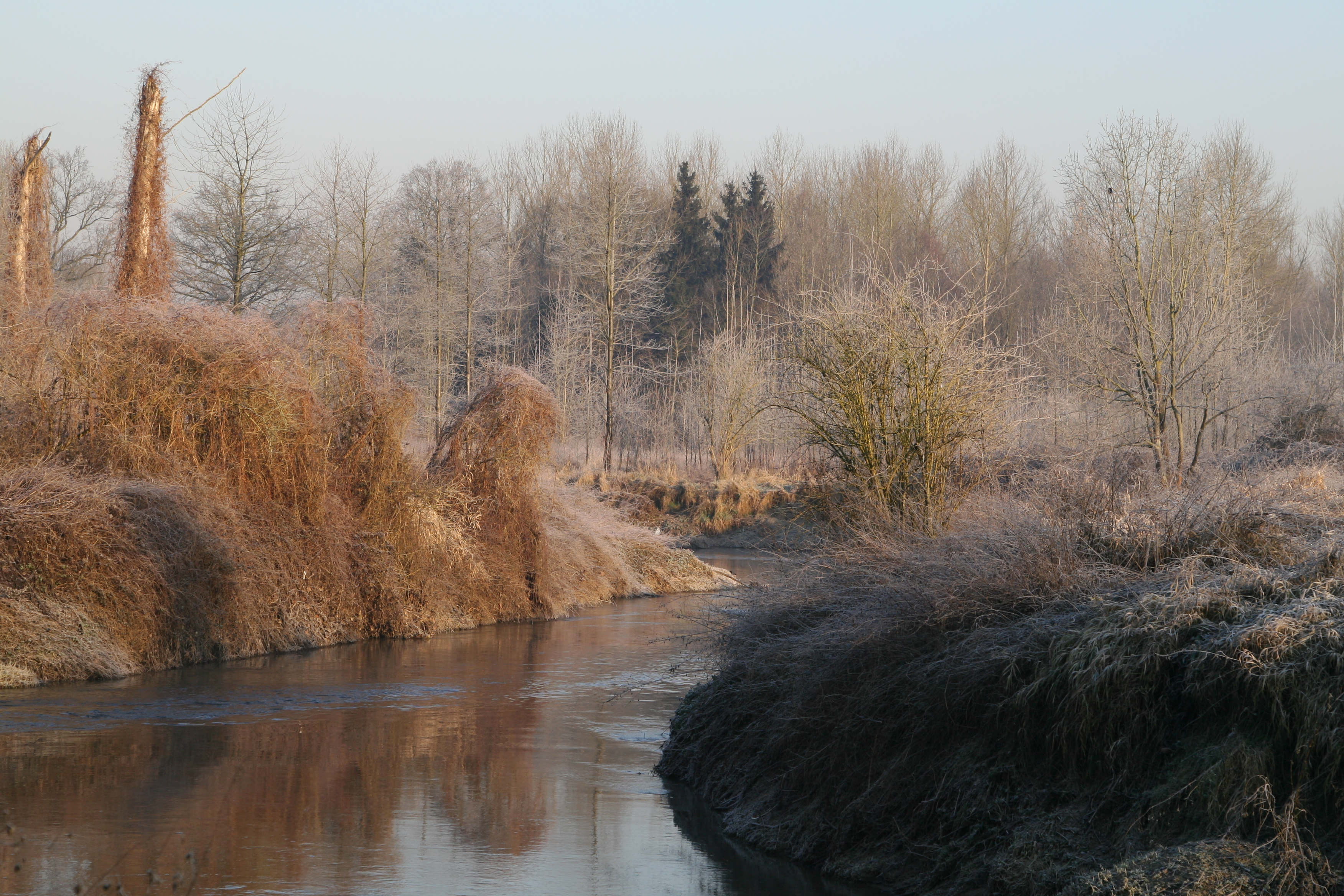
Doode Bemde
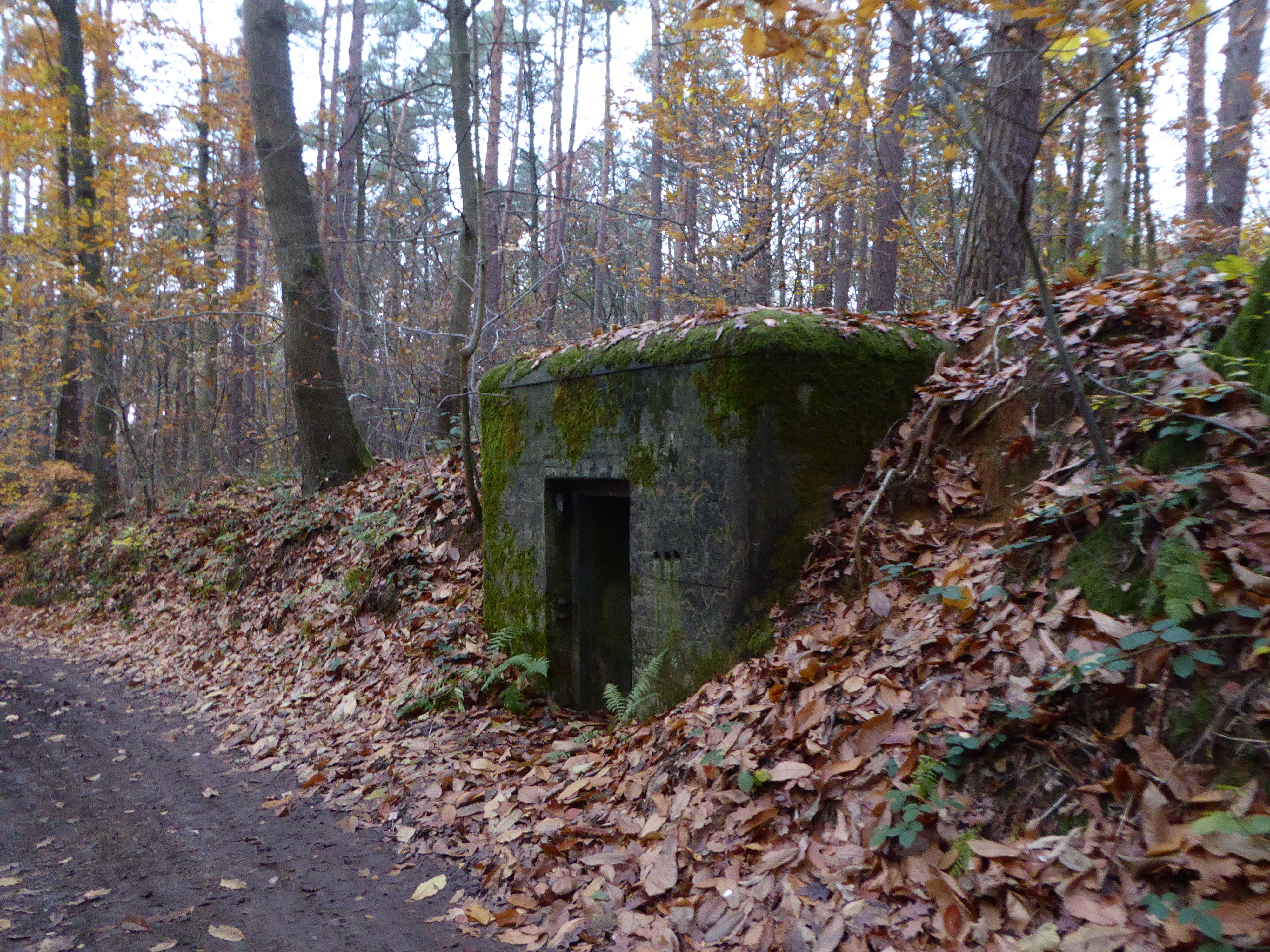
Margijsbos
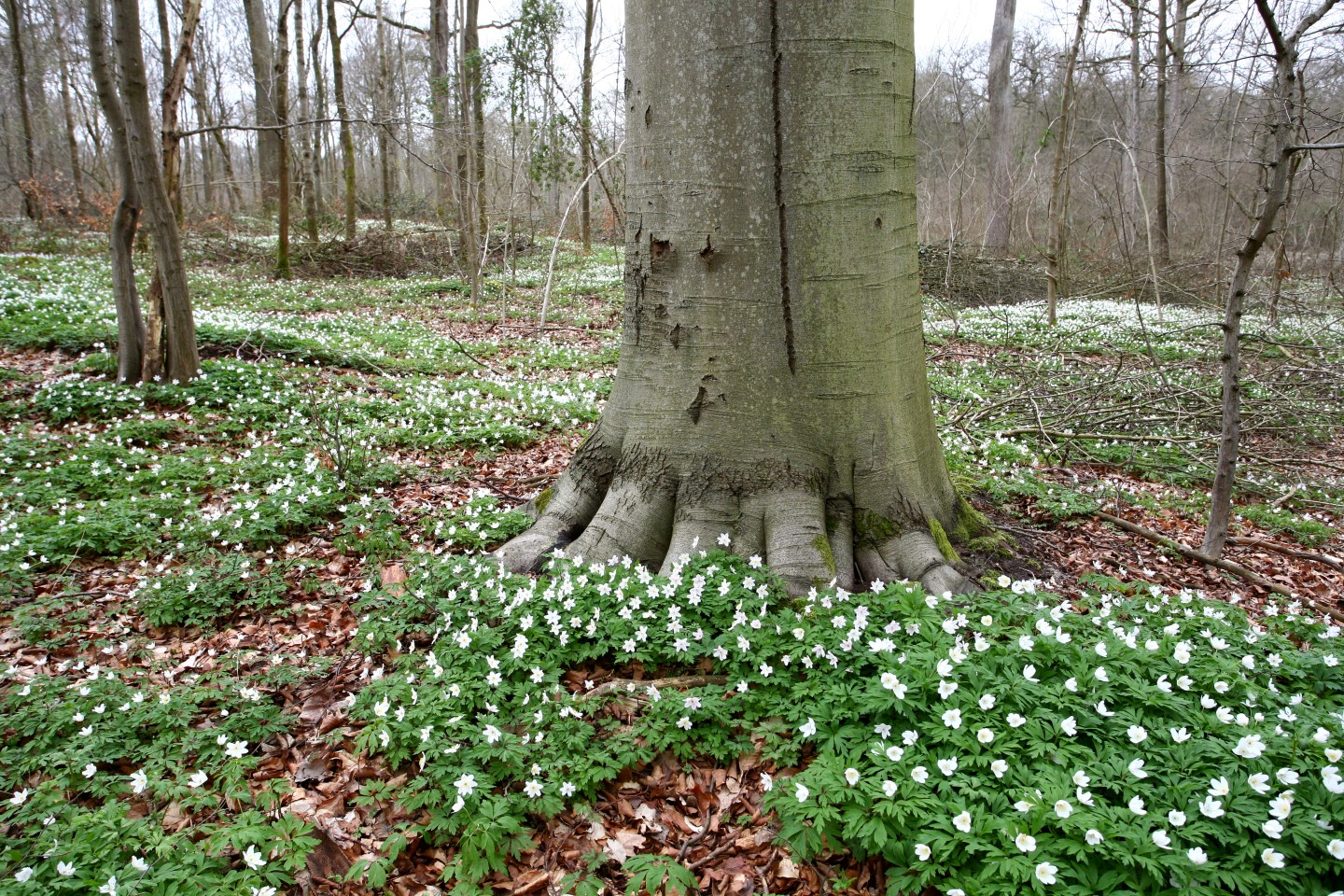
Meerdaalwoud
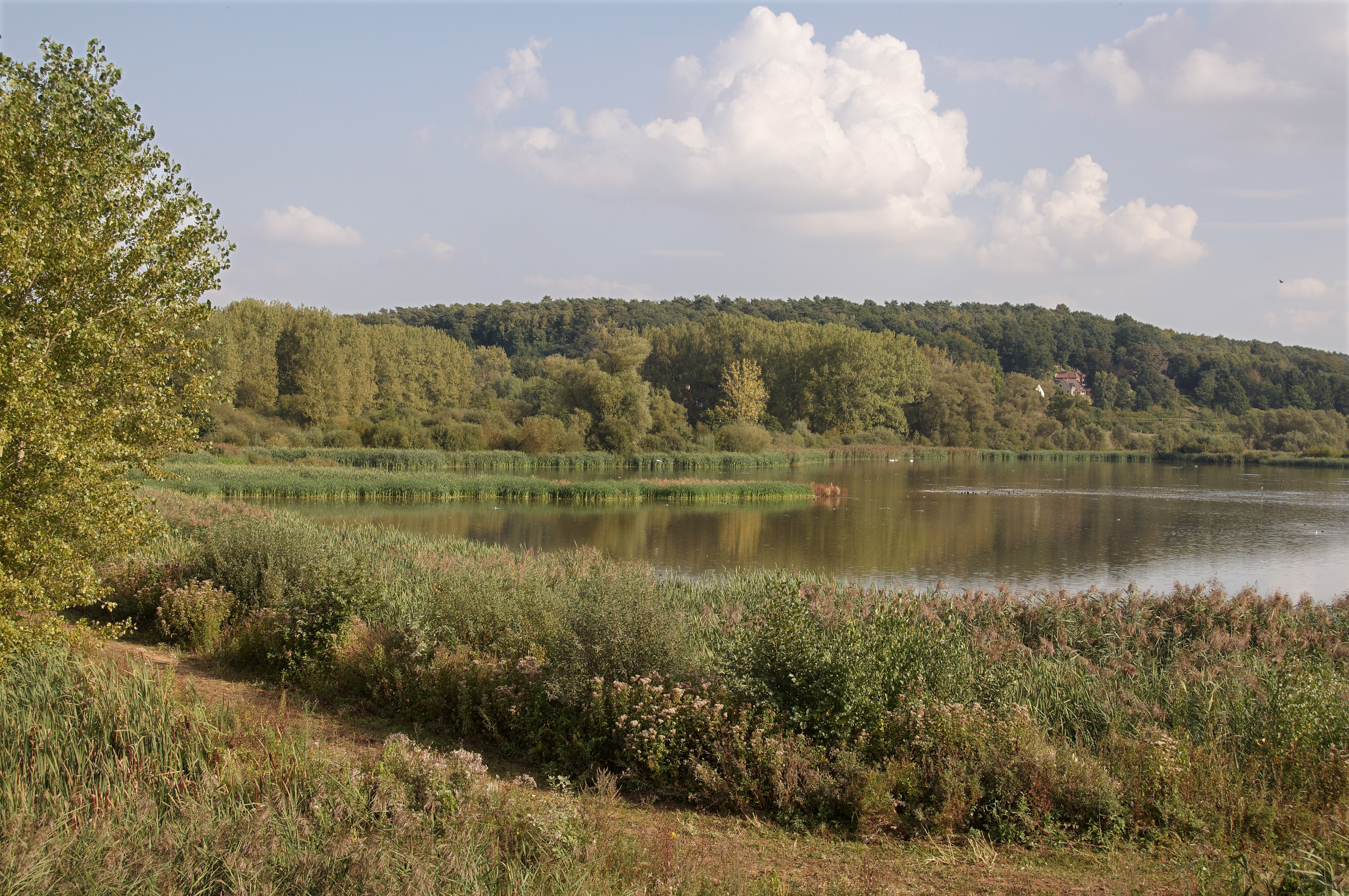
Grootbroek
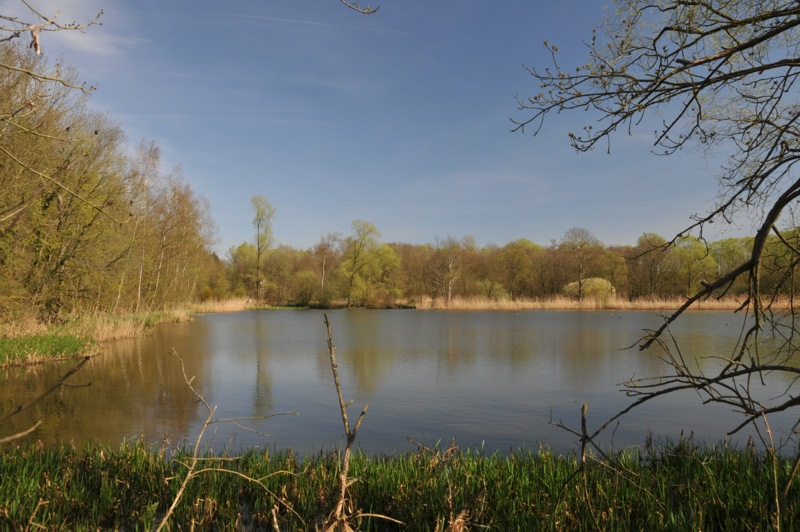
Doode Bemde
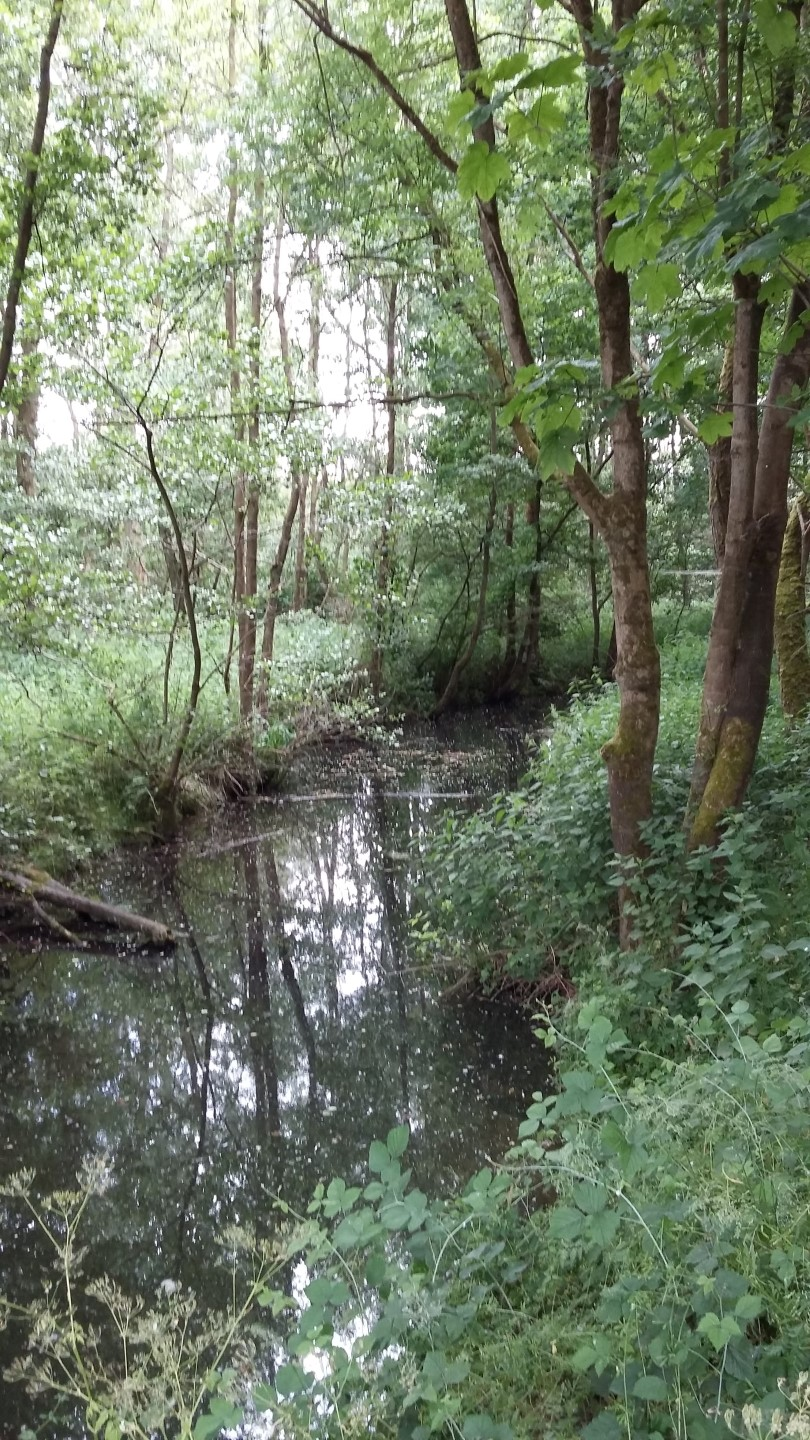
Egenhovenbos
Vogelrichtlijngebied 'Dijlevallei'
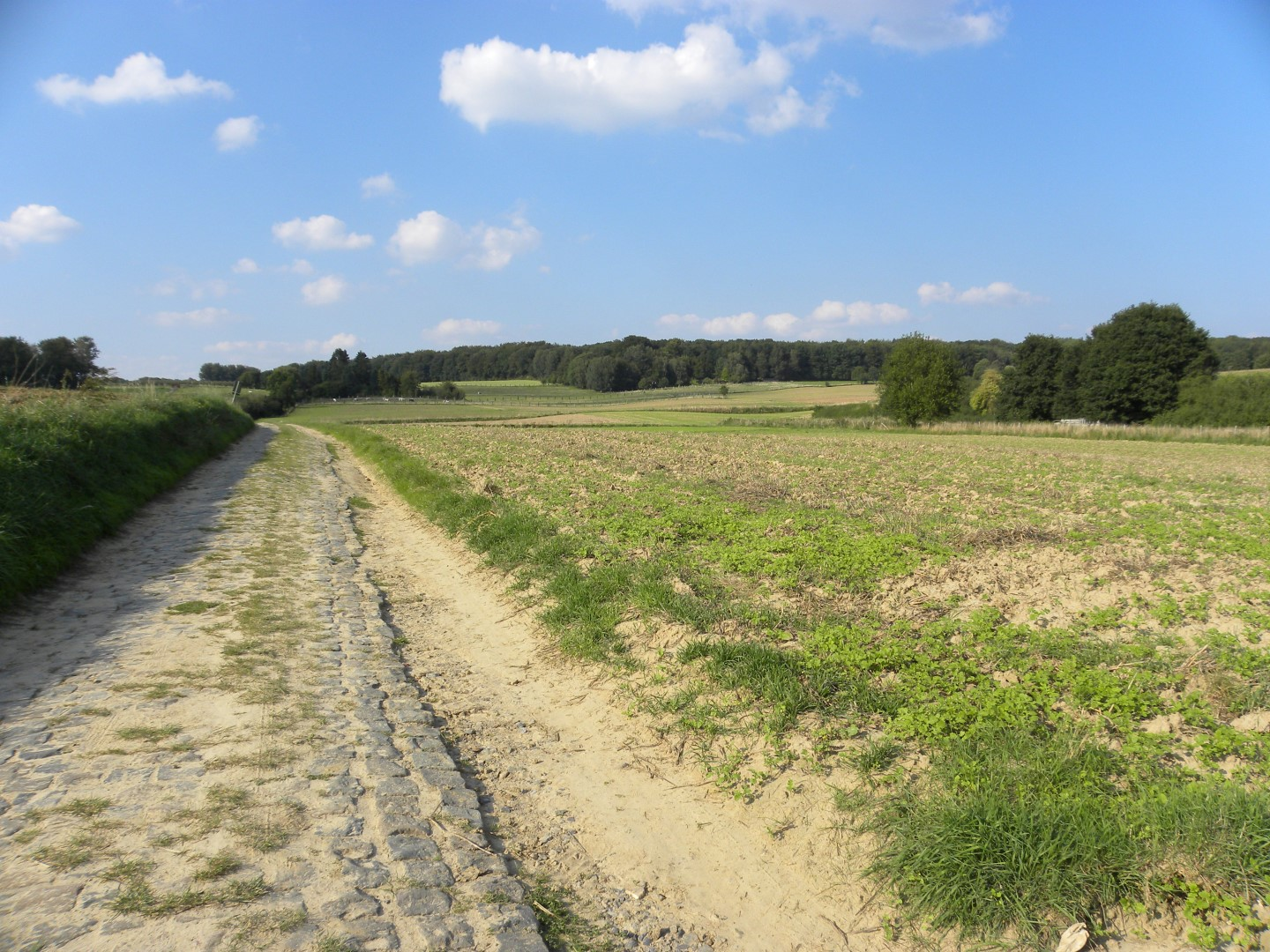
Bertembos
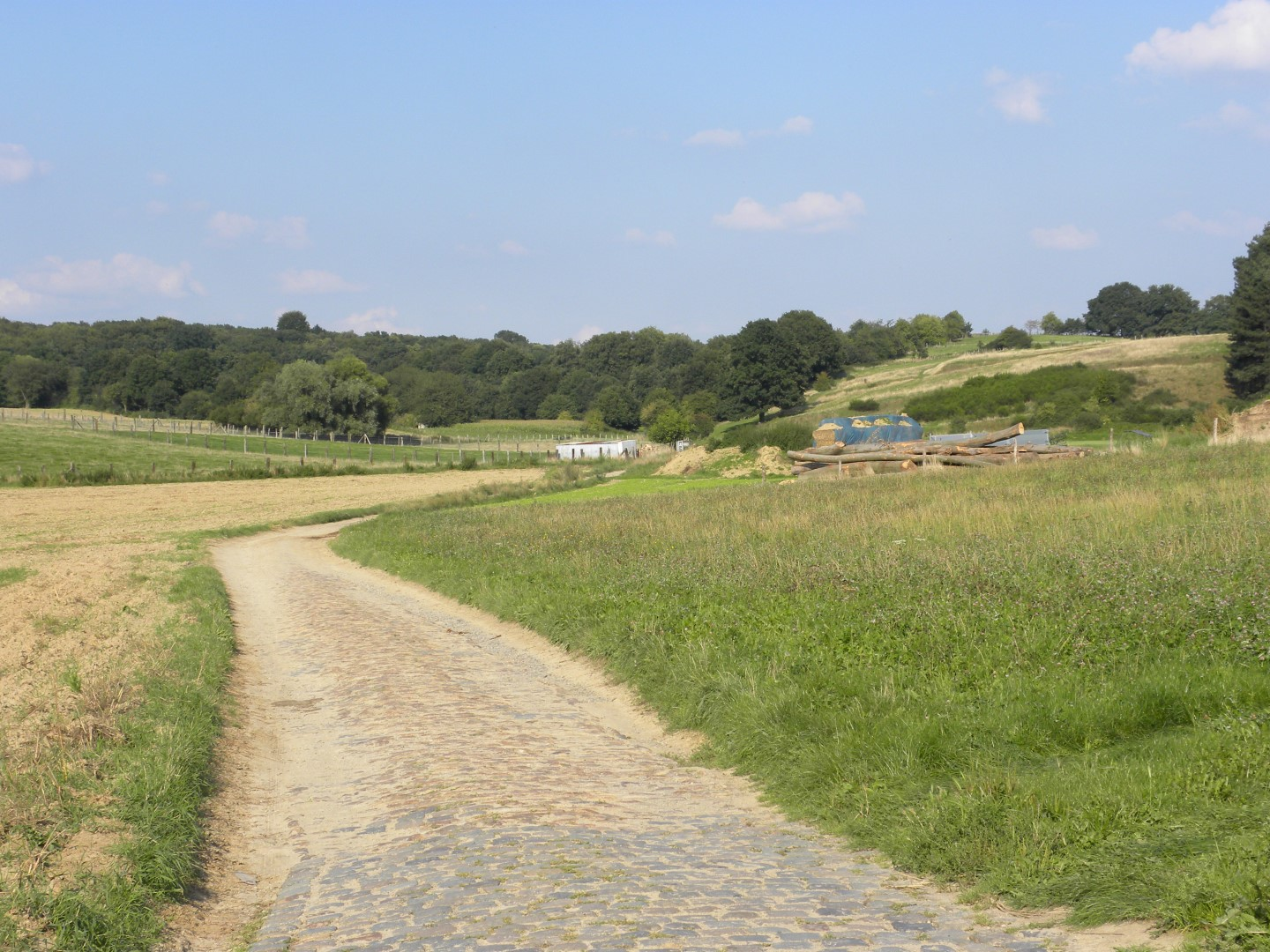
Koeheide